# Bhadvana
Bhadvana (Bhadwana) fou un petit estat tributari protegit de l'Índia, al districte de Jhalawar a Kathiawar, presidència de Bombai, format només per dos pobles i amb tres tributaris. La vila de Bhadvana està situada avui a la taluka de Lakhtar, del districte de Surendra Nagar a l'estat de Gujarat, al sud-oest d'Ahmedabad.
El tribut era de 108 lliures de les quals 100 es pagaven al govern britànic i 8 al nawab de Junagarh.